# Paul Bartel
Paul Bartel (Brooklyn, Nova York, 6 d'agost de 1938 − Nova York, Estats Units, 13 de maig de 2000) va ser un actor, productor, director i guionista de cinema estatunidenc.

## Biografia
Fill de Jesse i Williams Bartel, va néixer a Brooklyn el 6 d'agost de 1938. Bartel va decidir que es dedicaria al cinema als 11 anys i als 13 va treballar durant un estiu en UPA Animation Studio de Nova York. Es va especialitzar en Arts Dramàtiques en la UCLA i posteriorment va rebre una beca per estudiar cinema a Roma, on va produir un curt que va presentar en el Festival de Venècia el 1962. El 1972, Gene Corman, germà de Roger, el va contractar per dirigir una pel·lícula de terror de baix pressupost anomenada Private Parts. Més tard, Roger el va cridar per ser segon assistent d'e direcció a Big Bad Mama i després el va ajudar en la direcció de Deathsport el 1978.
Bartel mai va poder convèncer a Roger Corman perquè financiés Eating Raoul. Els seus pares van vendre la casa familiar que tenien a Long Island i li van donar els diners per finançar el projecte. Paul va trigar 22 dies a filmar-la, majorment en caps de setmana. Bartel la va protagonitzar al costat de Mary Woronov, amb qui va protagonitzar17 pel·lícules, incloent Deathsport.
Va filmar com a director onze llargmetratges de baix pressupost i de manera independent. Gary Morris, en l'Enciclopèdia GLBTQ, diu que pel seu caràcter homosexual manifest el circuit independent va ser el millor lloc per al seu treball.
Bartel va morir el 3 de maig del 2000 a causa d'un atac cardíac, dos mesos després de ser operat d'un càncer de fetge.

## Filmografia[3]

### Actor
- 1969: Utterly Without Redeeming Social Value: Dr. Emil Krankheit
- 1970: Hola, mare (Hi, Mom!): Oncle Tom Wood
- 1972:  Private Parts: Home al parc
- 1974:  Big Bad Mama:Convidat a la festa
- 1975: La cursa de la mort (Death Race 2000): El Doctor Frankenstein
- 1976: Hollywood Boulevard: Erich Von Leppe
- 1976: Eat My Dust
- 1976: Cannonball: Lester Marks
- 1977:  Mr. Billion: figurant
- 1977: Grand Theft Auto: Groom
- 1978: Piranya (Piranha): M. Dumont
- 1979: Rock 'n' Roll High School: M. McGree
- 1980:  The Hustler of Muscle Beach (TV): Director
- 1981: Heartbeeps: Convidat a la festa
- 1982: I si ens mengem en Raül? (Eating Raoul): Paul Bland
- 1982: Gos blanc (White Dog): Cameraman
- 1982:  Trick or Treats: Wino
- 1983: Amor al volant (Heart Like a Wheel): Cap Paul
- 1983: Get Crazy d'Allan Arkush: Dr. Carver
- 1984:  Not for Publication: Director TV
- 1984: Frankenweenie: M. Walsh
- 1985: Into the Night: Porter de l'hotel Beverly Wilshire
- 1985:  European Vacation: M. Froeger
- 1985:  Sesame Street Presents: Follow that Bird: Grouch Cook
- 1986: The Longshot: Home cec
- 1986: Chopping Mall: Paul Bland
- 1986:  Killer Party: Professor Zito
- 1987:  Munchies: Dr. Crowder
- 1987: Amazon Women on the Moon: Doctor (segment Reckless Youth)
- 1988: Baja Oklahoma (TV): Minister
- 1988:  Shakedown: Jutge
- 1988: Mortuary Academy: Paul Truscott
- 1988: Caddyshack II: Jamison
- 1989: Out of the Dark: recepcionista de l' Hotel
- 1989:  Scenes from the Class Struggle in Beverly Hills: Dr. Mo Van De Kamp
- 1990: Pucker Up and Bark Like a Dog: El Director
- 1990:  Far Out Man: Weebee Cool
- 1990: Gremlins 2: The New Batch: Theatre Manager
- 1990: Dan Turner, Hollywood Detectiu (TV): Larry Badger
- 1991:  Liquid Dreams: Angel
- 1991:  The Pope Must Die: Monsignor Fitchie
- 1992:  Desire and Hell at Sunset Motel: El manager
- 1992: Soulmates: Professor enfadat
- 1992: The Living End: Twister Master
- 1993:  Shelf Life): diverses aparicions
- 1993: Tales of the City (fulletó TV): Charles Hillary Lord
- 1993:  Posse: Maire Bigwood
- 1993:  Acting On Impulse (TV): Bruno
- 1993: Grief: Attorney
- 1994:  Twin Sitters:
- 1995: The Wacky Adventures of Dr. Boris and Nurse Shirley: Dr. Boris
- 1995: Number One Fan: Director
- 1995: Not Like Us: Mortician
- 1995: A Bucket of Blood (TV): Vell
- 1995: Sospitosos habituals (The Usual Suspects): Smuggler
- 1995: The Jerky Boys: Hoste a Tut's
- 1995: Naomi & Wynonna: Love Can Build a Bridge (TV): Ralph Emery
- 1995: Love and Happiness: Sulley
- 1996:  The Educator: Coach
- 1996: Skeletons: Maire Harley Dunbar
- 1996:  Red Ribbon Blues: Fred
- 1996: Joe's Apartment: NEA Scout
- 1996: Basquiat: Henry Geldzahler
- 1996: Escape from L.A.: Congressista
- 1996: Prey of the Jaguar: Fabricant de joguets
- 1997:  Melting Pot : Moderador
- 1997: The Inheritance (TV): Doctor
- 1997:  Lewis & Clark & George: Polícia
- 1997: The Devil's Child (TV): Dr. Zimmerman
- 1998: Billy's Hollywood Screen Kiss: Rex Webster
- 1998: More Tales of the City (fulletó TV): Charles Hillary Lord
- 1999: Perfect Fit: Pare
- 1999: Dreamers: Larry
- 1999: Zoo: Dr. Rail St. Cloud
- 1999: Hard Time: The Premonition (TV): Propietari
- 2000: Hamlet: Osric
- 2001: Dinner and a Movie: Lou Semelhack

### Director
- 1968:  The Secret Cinema
- 1969: Naughty Infermera
- 1972:  Private Parts
- 1975: Death Race 2000
- 1976: Cannonball
- 1982: Eating Raoul
- 1984:  Not for Publication
- 1985: Desig en la pols (Lust in the Dust)
- 1986:  The Longshot
- 1989:  Scenes from the Class Struggle in Beverly Hills
- 1993:  Shelf Life
- 1996: Clueless (sèrie TV)

### Guionista
- 1968:  The Secret Cinema
- 1969: Utterly Without Redeeming Social Value
- 1969: Naughty Infermera
- 1976: Cannonball
- 1982: Eating Raoul
- 1984:  Not for Publication

### Productor
- 1968:  The Secret Cinema
- 1989: Out of the Dark